# Saint-Loup-du-Gast
Pour les articles homonymes, voir Saint-Loup.
Saint-Loup-du-Gast est une commune française, située dans le département de la Mayenne en région Pays de la Loire, peuplée de 321 habitants.
La commune fait partie de la province historique du Maine, et se situe dans le Bas-Maine dans le pays de Passais.

## Géographie
La ville est traversée par la Mayenne. La ligne de chemin de fer qui reliait Caen à Laval passe au-dessus de la Mayenne sur le viaduc de la Rosserie.
| Chantrigné, Ambrières-les-Vallées | Chantrigné                  | Chantrigné, Montreuil-Poulay |
| Ambrières-les-Vallées             | Saint-Loup-du-Gast          | Montreuil-Poulay             |
| La Haie-Traversaine               | Saint-Fraimbault-de-Prières | Montreuil-Poulay             |

### Climat
Pour des articles plus généraux, voir Climat des Pays de la Loire et Climat de la Mayenne.
En 2010, le climat de la commune est de type climat océanique franc, selon une étude du CNRS s'appuyant sur une série de données couvrant la période 1971-2000. En 2020, Météo-France publie une typologie des climats de la France métropolitaine dans laquelle la commune est exposée à un climat océanique et est dans la région climatique  Moyenne vallée de la Loire, caractérisée par une bonne insolation (1 850 h/an) et un été peu pluvieux. 
Pour la période 1971-2000, la température annuelle moyenne est de 10,8 °C, avec une amplitude thermique annuelle de 13,4 °C. Le cumul annuel moyen de précipitations est de 861 mm, avec 13 jours de précipitations en janvier et 7,4 jours en juillet. Pour la période 1991-2020, la température moyenne annuelle observée sur la station météorologique de Météo-France la plus proche, sur la commune du Horps à 9 km à vol d'oiseau, est de 11,1 °C et le cumul annuel moyen de précipitations est de 857,1 mm,. Pour l'avenir, les paramètres climatiques de la commune estimés pour 2050 selon différents scénarios d'émission de gaz à effet de serre sont consultables sur un site dédié publié par Météo-France en novembre 2022.

## Urbanisme

### Typologie
Au 1er janvier 2024, Saint-Loup-du-Gast est catégorisée commune rurale à habitat très dispersé, selon la nouvelle grille communale de densité à sept niveaux définie par l'Insee en 2022.
Elle est située hors unité urbaine. Par ailleurs la commune fait partie de l'aire d'attraction de Mayenne, dont elle est une commune de la couronne,. Cette aire, qui regroupe 27 communes, est catégorisée dans les aires de moins de 50 000 habitants,.

### Occupation des sols
L'occupation des sols de la commune, telle qu'elle ressort de la base de données européenne d’occupation biophysique des sols Corine Land Cover (CLC), est marquée par l'importance des territoires agricoles (96,7 % en 2018), une proportion identique à celle de 1990 (96,7 %). La répartition détaillée en 2018 est la suivante : 
terres arables (54,7 %), zones agricoles hétérogènes (25,8 %), prairies (16,1 %), eaux continentales (3,3 %). L'évolution de l’occupation des sols de la commune et de ses infrastructures peut être observée sur les différentes représentations cartographiques du territoire : la carte de Cassini (XVIIIe siècle), la carte d'état-major (1820-1866) et les cartes ou photos aériennes de l'IGN pour la période actuelle (1950 à aujourd'hui).

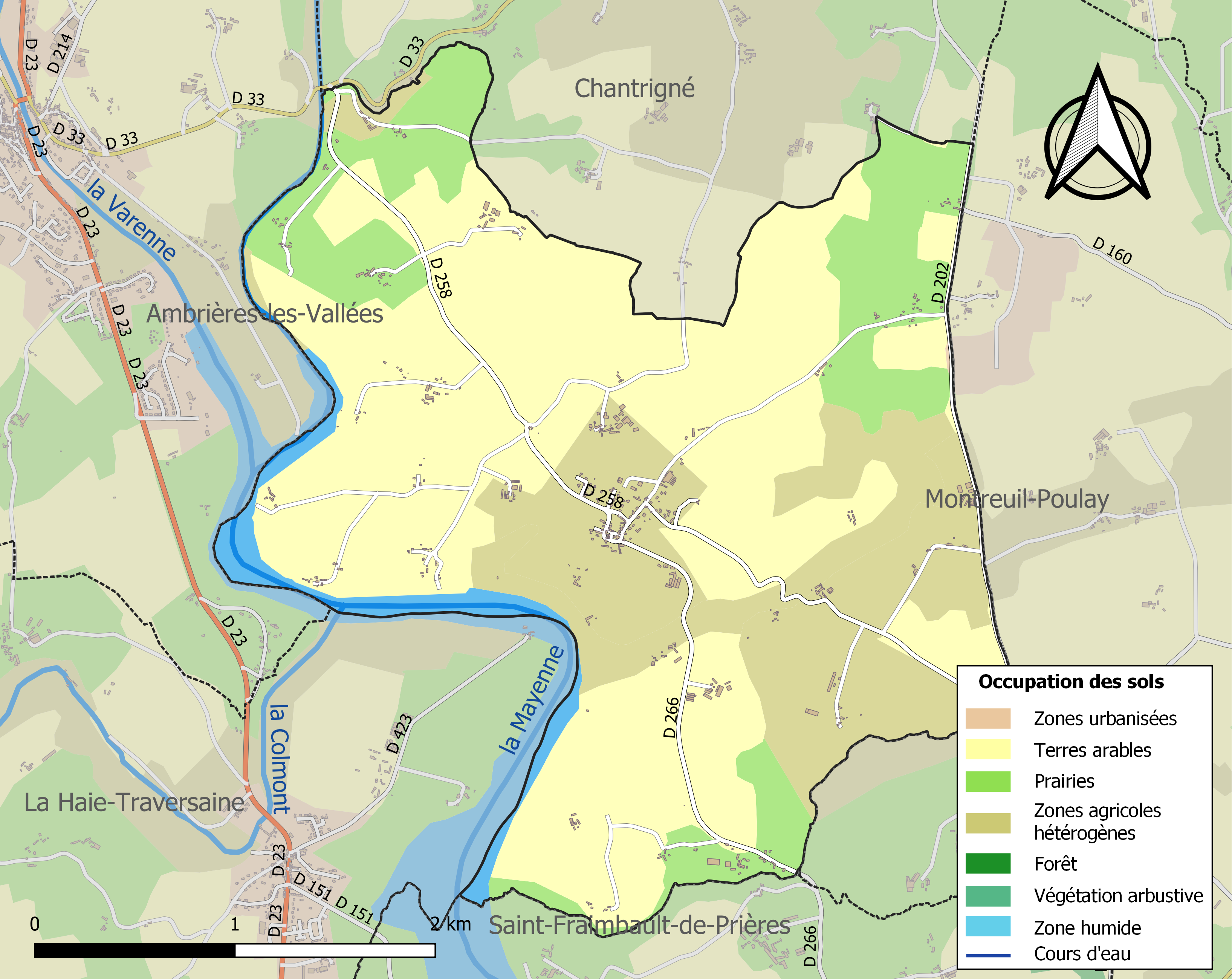
Carte des infrastructures et de l'occupation des sols de la commune en 2018 (CLC).

## Toponymie
Le nom de la localité est attesté sous la forme ecclesia S. Lupi en 1133. La paroisse était dédiée à Loup de Troyes, évêque au Ve siècle. L'ancien français gast désignait une terre peu propice à la culture.
Le gentilé est Lupigastois.

## Histoire
Avant l'an 700, ce lieu serait déjà mentionné.

## Politique et administration

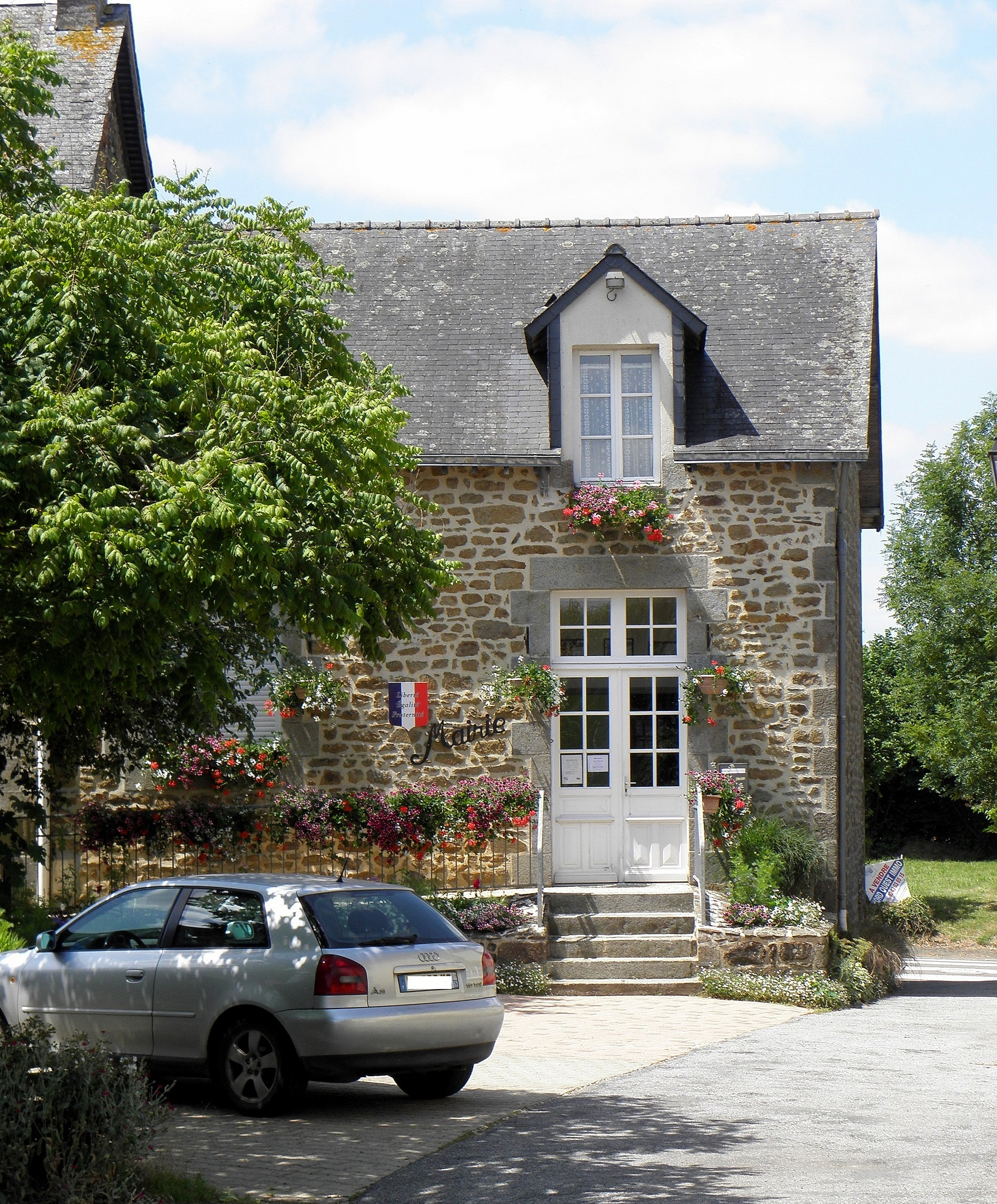
La mairie.

Le conseil municipal est composé de onze membres dont le maire et deux adjoints.

## Démographie
L'évolution du nombre d'habitants est connue à travers les recensements de la population effectués dans la commune depuis 1793. Pour les communes de moins de 10 000 habitants, une enquête de recensement portant sur toute la population est réalisée tous les cinq ans, les populations de référence des années intermédiaires étant quant à elles estimées par interpolation ou extrapolation. Pour la commune, le premier recensement exhaustif entrant dans le cadre du nouveau dispositif a été réalisé en 2006.
En 2022, la commune comptait 321 habitants, en évolution de −11,33 % par rapport à 2016 (Mayenne : −0,73 %, France hors Mayotte : +2,11 %).
Saint-Loup-du-Gast a compté jusqu'à 1 048 habitants en 1806.
| 1793 | 1800 | 1806  | 1821  | 1831  | 1836  | 1841 | 1846 | 1851  |
| ---- | ---- | ----- | ----- | ----- | ----- | ---- | ---- | ----- |
| 992  | 892  | 1 048 | 1 001 | 1 033 | 1 007 | 974  | 955  | 1 001 |

| 1856 | 1861  | 1866 | 1872 | 1876 | 1881 | 1886 | 1891 | 1896 |
| ---- | ----- | ---- | ---- | ---- | ---- | ---- | ---- | ---- |
| 990  | 1 015 | 944  | 876  | 853  | 847  | 850  | 798  | 788  |

| 1901 | 1906 | 1911 | 1921 | 1926 | 1931 | 1936 | 1946 | 1954 |
| ---- | ---- | ---- | ---- | ---- | ---- | ---- | ---- | ---- |
| 727  | 702  | 670  | 529  | 511  | 479  | 430  | 387  | 355  |

| 1962 | 1968 | 1975 | 1982 | 1990 | 1999 | 2006 | 2011 | 2016 |
| ---- | ---- | ---- | ---- | ---- | ---- | ---- | ---- | ---- |
| 321  | 315  | 282  | 263  | 303  | 305  | 353  | 360  | 362  |

| 2021 | 2022 | - | - | - | - | - | - | - |
| ---- | ---- | - | - | - | - | - | - | - |
| 337  | 321  | - | - | - | - | - | - | - |

## Lieux et monuments

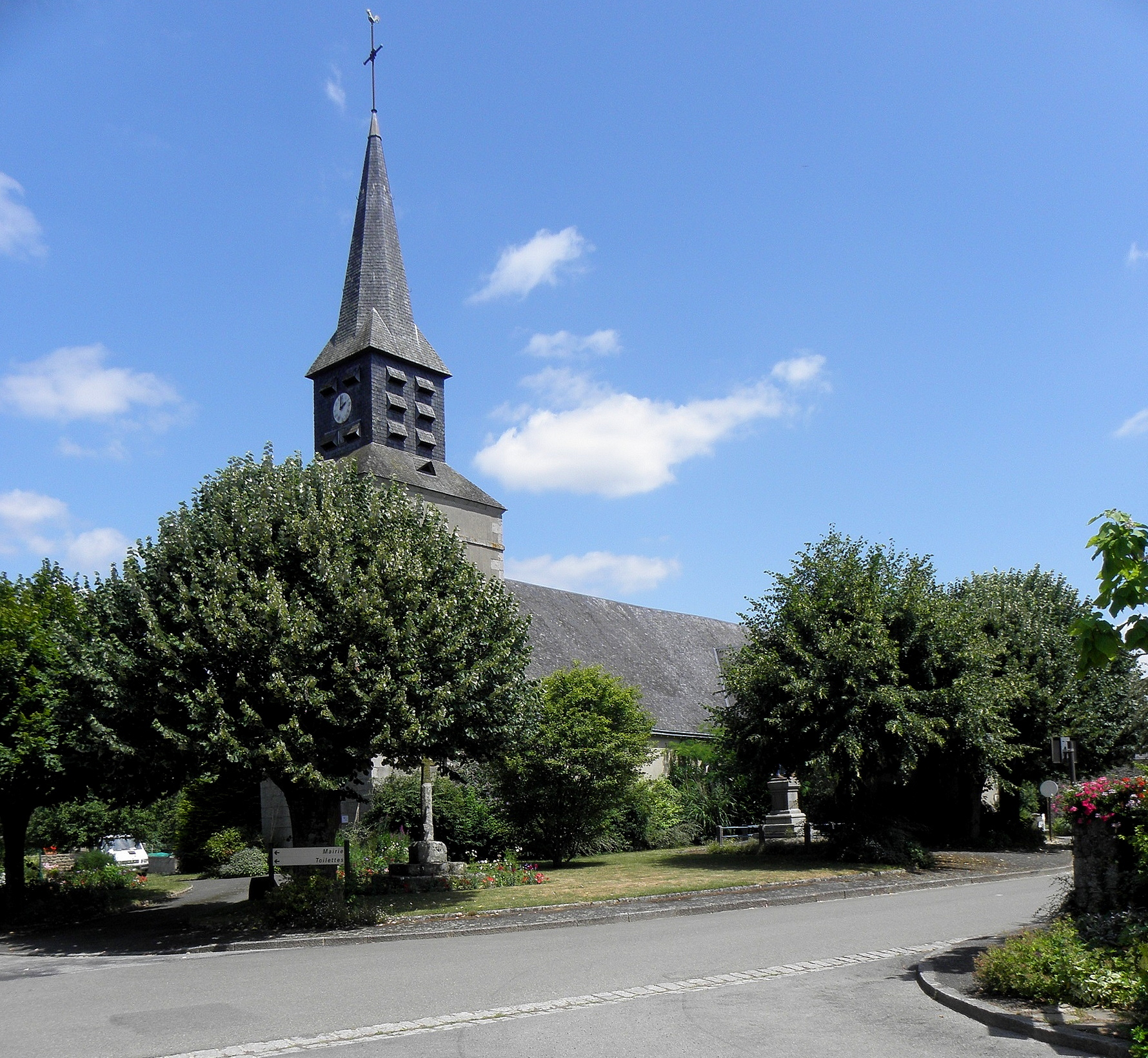
L'église paroissiale Saint-Loup.

- L'église paroissiale Saint-Loup, du XVIIe siècle. Elle abrite deux statues, de saint Loup et saint Gilles, du XVIIIe siècle, classées à titre d'objets aux Monuments historiques[27].
- Le château de Malortie.
- La chapelle Saint-Joseph.
- Le viaduc de la Rosserie, sur la Mayenne, sur l'ancienne ligne de La Chapelle-Anthenaise à Flers.
- Le camp de Gènes, motte castrale inscrite au titre des Monuments historiques depuis le 26 décembre 1984[28].

## Activité, labels et manifestations

### Activité touristique
- Vélo-rail 6 km de la campagne de Saint-Loup-du-Gast jusqu'au viaduc de la Rosserie qui surplombe la Mayenne

### Activité sportive
- Stand de tir

Depuis 2004, la zone de tir créée en 1993 est une installation olympique.
À l'occasion des Jeux Olympiques 2024 organisés à Paris, le stand devient centre d'entraînement en obtenant le label Terre de jeux.

### Labels
La commune est une ville fleurie (quatre fleurs) au concours des villes et villages fleuris.

## Personnalités liées à la commune
- Guillaume Le Métayer dit Rochambeau (1763-1798), chef chouan de la Mayenne, y a levé des troupes.